# Sabinum

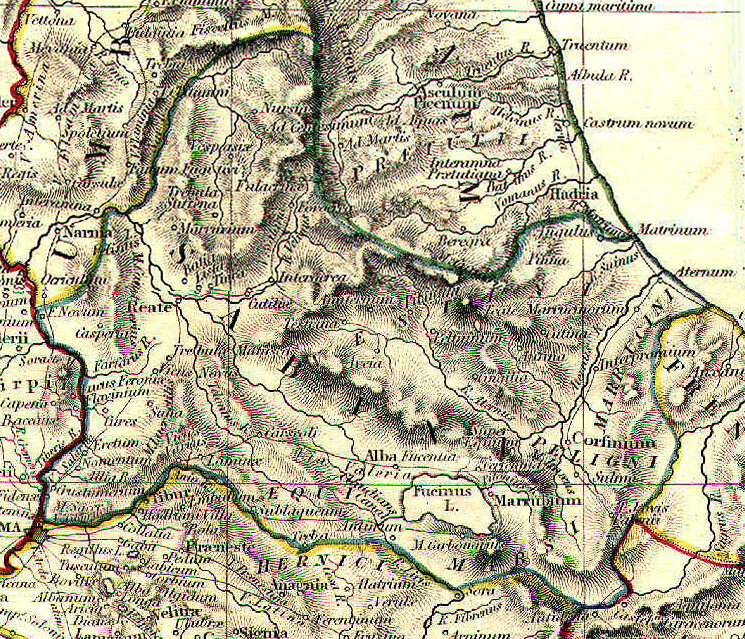
Området Sabinum i centrala Italien

Sabinum (ibland även Sabina) är en historisk region i centrala Italien, mellan Umbrien, Lazio och Abruzzo.  Sabinum har fått sitt namn från det italiska folket sabiner. Än finns inom den katolska kyrkan ett stift som heter Sabina-Poggio Mirteto.
Den historiska regionen är idag splittrad i tre administrativa regioner och fem provinser. Största delen av regionen ligger i dagens administrativa provins  Rieti i regionen Lazio. En del, som kallas Sabina romana, ligger i provinsen Rom. Det gäller kommunerna Montorio Romano, Montelibretti, Moricone, Palombara Sabina, Monteflavio samt Nerola. Ytterligare en del återfinns i Umbrien (bland annat kommunerna Narni, Amelia, Cascia och Norcia). Slutligen tillhör floddalen Aterno fram till L'Aquila i Abruzzo också regionen.Idag används begreppet alltmer för att beskriva provinsen Rieti.   
Sabinum kom att tillhöra region IV i Augustus regionsindelning, det vill säga samma region som samniterna. I den senare regionsindelningen, Diocletianus regionsindelning, kom Sabinum att tillhöra provinsen Valeria. Under medeltiden kom området att tillhöra Hertigdömet Spoleto respektive det bysantinska distriktet Ducatus Romanus. När Kyrkostaten föddes administrerades området ursprungligen direkt av påven, sedan av adelsfamiljer som skapade små territorier. År 1621 bildades officiellt den påveliga provinsen Sabina som hade sitt säte i Collevecchio.